# Matthias Simmen
Matthias Simmen (Altdorf, 3 febbraio 1972) è un ex biatleta svizzero.

## Biografia
In Coppa del Mondo ottenne il primo risultato di rilievo 3 dicembre 2000 a Hochfilzen/Anterselva (16°) e l'unico podio l'8 dicembre 2006 a Hochfilzen (3°).
In carriera prese parte a tre edizioni dei Giochi olimpici invernali, Salt Lake City 2002 (67° nella sprint, 78° nell'individuale, 18° nella staffetta), Torino 2006 (43° nella sprint, 23° nell'inseguimento, 52° nell'individuale) e Vancouver 2010 (26° nella sprint, 28° nell'inseguimento, 39° nell'individuale, 9° nella staffetta), e a sette dei Campionati mondiali (8° nella staffetta a Pyeongchang 2009 il miglior piazzamento).

## Palmarès

### Coppa del Mondo
- Miglior piazzamento in classifica generale: 29º nel 2007
- 1 podio (individuale[1]):
  - 1 terzo posto